# ステラ・テナント

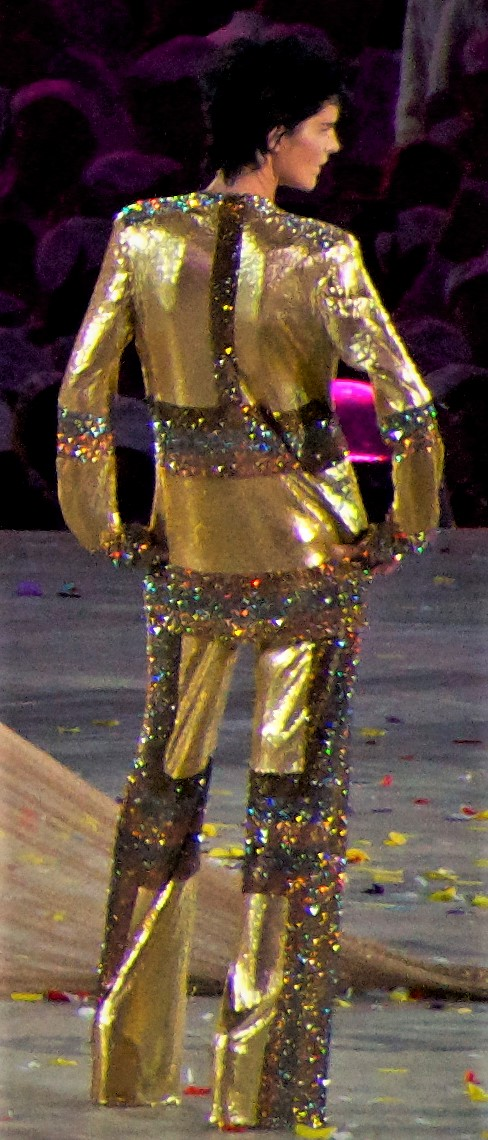
2012年ロンドン五輪閉会式でのステラ・テナント

ステラ・テナント（Stella Tennant、 1970年12月17日 - 2020年12月22日）は、イギリス・スコットランドのスーパーモデル。

## 家族
母のエマ・キャヴェンディッシュはデヴォンシャー公家出身。エマの母のデボラ・キャヴェンディッシュは20世紀中期の上流階級のアイコンだったミットフォード姉妹の一人で、国際自動車連盟（FIA）第8代会長のマックス・モズレーや芸術家のダフネ・ギネス、デザイナーのルル・ギネスの元夫、同時期に活躍したモデルのジャスミン・ギネスらとともにミットフォード姉妹の子孫にあたる。
母方の高祖父アルジャーノン・フリーマン＝ミットフォード (初代リーズデイル男爵)は幕末と明治時代の日本に外交官として赴任し、勲一等旭日大綬章を授与されている人物である。また、ダイアナ元皇太子妃とも血縁関係にある。

## 生涯
彫刻を学ぶ学生であったが、友人が撮った写真をきっかけにモデルとなる。1990年代中期から2000年代初頭にかけて、カール・ラガーフェルドのミューズとして、シャネルでブレイク。他に、カルバン・クラインやエルメス、バーバリーのイメージモデルになった。スティーブン・マイゼルやブルース・ウェーバーとの仕事も有名。2010年以降は限られたショーにのみ出演を続けた。
2020年12月22日に満50歳で死去。直後は急死とされ、警察による調査にも不審な点はないと報じられていたが、後に自殺だったことが家族より公表されている。